# Bol'šoj Gakkel'
Bol'šoj Gakkel' (in russo Большой Гаккель?; segnata su alcune mappe come Bol'šoj Amiot, Большой Амиот) è un'isola russa che si trova nella parte occidentale del golfo di Pietro il Grande, nel mar del Giappone, nell'Estremo Oriente russo. Appartiene amministrativamente al Chasanskij rajon, del Territorio del Litorale.

## Geografia
L'isola si estende da nord a sud per 480 m, con una larghezza massima di circa 130 m; ha uno sviluppo costiero di 1,3 km. La costa di tutta la parte meridionale è ripida e rocciosa, c'è una stretta spiaggia di ciottoli sul lato nord. La parte settentrionale dell'isola, pianeggiante, è in parte ricoperta da piante erbacee e cespugli; l'altezza aumenta gradualmente da nord a sud, raggiungendo il livello di 39 m s.l.m. Non ci sono fonti d'acqua dolce. L'isola è situata 1,9 km a est di punta Gakkelja (мыс Гаккеля), l'estremo punto orientale della penisola di Krabbe. A nord di Bol'šoj Gakkel', tra quest'ultima e la terraferma, si trova la piccola isola di Malyj Gakkel'.

## Toponimo
L'isola, nel 1870, ha preso il nome del capitano Modest Vasil'evič Gakkel' (Модест Васильевич Гаккель), capo costruttore di porti del Pacifico orientale.